# Vindobona (Kleinkunstbühne)

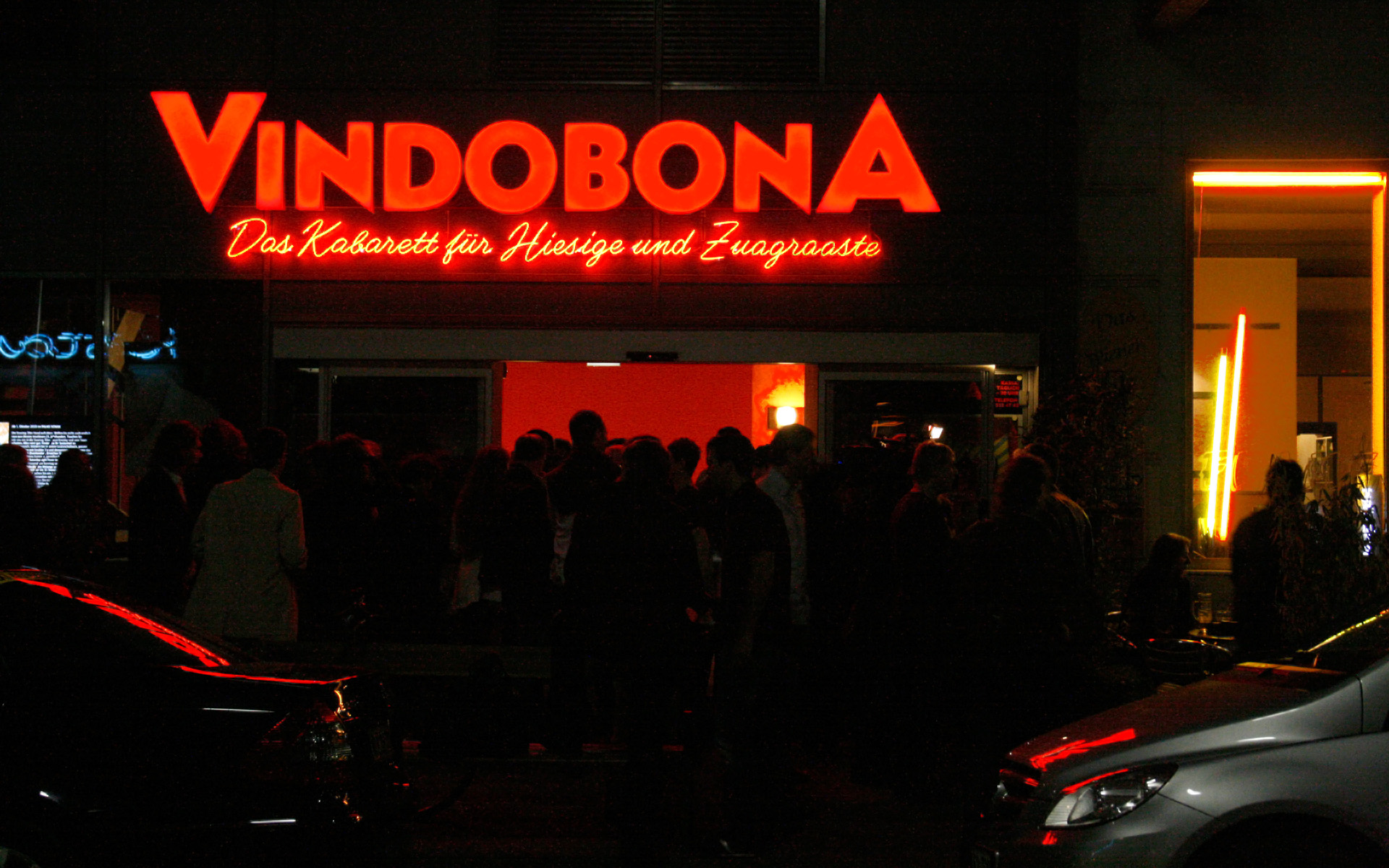
Vindobona – „Das Kabarett für Hiesige und Zuagraste“ (2010)

Das Vindobona ist eine traditionsreiche Kabarett- und Kleinkunstbühne im 20. Wiener Gemeindebezirk Brigittenau, Wallensteinplatz 6.

## Geschichte

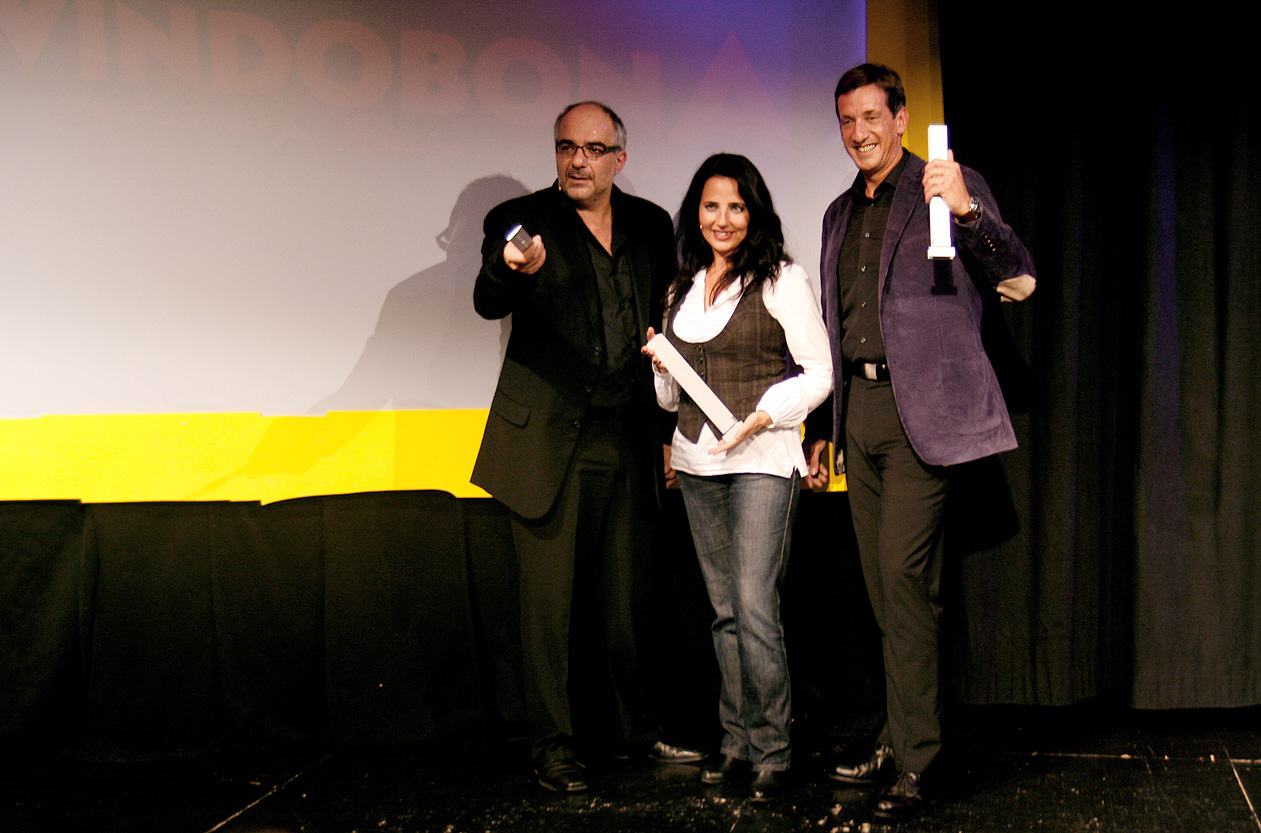
Nadja Maleh, Viktor Gernot und Michael Niavarani, die Preisträger des Österreichischen Kabarettpreises 2010, auf der Bühne des Vindobona

Kurz nach Fertigstellung des Hauses am Wallensteinplatz 1919 wurde der Innenhof des Gebäudes abgegraben und ein Ballsaal errichtet. Aber bereits 1921 wurde nach einem spektakulären Umbau daraus das Vindobona-Kino, ein Vorstadtkino, von dessen Sorte es zur damaligen Zeit unzählige gab, alleine in der Brigittenau zehn Stück. Nach einem weiteren Umbau in den 1930er Jahren musste das Kino 1976, im Zuge des „Kinosterbens“, für immer seine Pforten schließen.
1978 wählte Erwin Piplits das Haus als Spielstätte für sein Serapionstheater, das zehn Jahre später in das Odeon Theater in der Taborstraße umzog. Im Oktober 1988 eröffnete Fritz Aumayr hier die Kleinkunstbühne „Vindobona“. 1999 übernahm der Kulturmanager Wolfgang Gratzl die Leitung der Spielstätte. Unter seiner Direktion entstand der Österreichische Kabarettpreis, der jährlich im Rahmen des Österreichischen Kabarettfestivals vergeben wurde. Daneben wurde das Vindobona Österreichs größte Kindertheaterbühne, junge Künstler konnten die Räumlichkeiten für Ausstellungen nutzen, im Anschluss an die Wiener Festwochen wurden die Wiener Kabarettfestwochen im Wiener Volkstheater veranstaltet, jährlich stand das Vindobona eine Woche lang amnesty international Österreich kostenlos für Wohltätigkeitsveranstaltungen zur Verfügung. Mit 350 Vorstellungen, über 70.000 Zuschauern pro Jahr und einen Betrieb ohne Zuschüsse und Subventionen stellte das Vindobona einen Musterbetrieb im Kulturbereich dar und war bis zu seiner Schließung eine der wichtigsten Anlaufstellen der deutschsprachigen Kabarettszene.
So machte der Wiener Kulturstadtrat 2003 die unumgängliche Grundsanierung der Bühne zur Chefsache, wodurch 2005 mit den umfassenden Renovierungs- und Umbauarbeiten begonnen werden konnte. Im Herbst 2005 diente das „Lustspielhaus“ als Ausweichquartier. Im März 2006 wurde der Hauptsaal des Vindobona wiedereröffnet, die Bauarbeiten im neuen, kleinen Saal und im Gastronomiebereich verzögerten sich. Nach der letzten Vorstellung am 22. Dezember 2006 wurde der Spielbetrieb eingestellt, da sich die nicht abgeschlossenen Umbauarbeiten als nicht mehr finanzierbar erwiesen haben und die zwischen dem Betreiber und der Stadt Wien geführten Verhandlungen über Baukostenzuschüsse zu keinem für beide Seiten akzeptablen Ergebnis kamen.
Im August 2008 wurde bekannt, dass die Kabarett Simpl Betriebsgesellschaft mbH Alfred Schmidleitners das Vindobona übernimmt und die nach wie vor ruhenden Umbauarbeiten abgeschlossen werden sollen. Die Wiedereröffnung des Vindobona erfolgte am 10. Oktober 2009 mit dem Stück „Jägerstraße“. Die Albert Schmidleitner GmbH, umbenannt nach dem Verkauf des Simpl an Michael Niavarani im Juni 2019, meldete im Jänner 2020 Insolvenz an. Nach einer Neuübernahme durch den Gastronomen Wolfgang Ebner wurde das Vindobona im Oktober 2020 wiedereröffnet.